# 281
281 (CCLXXXI) je bilo navadno leto, ki se je po julijanskem koledarju začelo na soboto.

## Dogodki
- 1. januar

## Rojstva
- Sveti Miklavž (verjetno), krščanski svetnik